# Aidiopsis
Aidiopsis là một chi thực vật có hoa trong họ Thiến thảo (Rubiaceae).

## Loài
Chi Aidiopsis gồm các loài: